# Ян Гудець
Ян Гу́дець (чеськ. Jan Hudec, 6 жовтня 1856, Моленбурк, тепер Чехія — 27 квітня 1940, Чехія) — чеський журналіст, перекладач, поет.

## Біографія
Навчався у Празькому університеті, до 1925 працював у деканаті філософського факультету.

## Наукова діяльність
Досліджував переважно південно-слов'янську літ-ру (творчість С. Враза, А. Шеноа, Ф. Прешерна, І. Цанкара та інших). Перекладав з усіх слов'янських мов.
Автор найґрунтовнішої в чеській періодичній літературі 19 століття розвідки «Тарас Григорович Шевченко» (надруковано в журналі «Zlata Praha» (1884, № 44—50)). Думки Гудеця про великого українського поета співзвучні з оцінками й думками про нього передових діячів 19 століття. Для цієї розвідки Гудець переклав поеми «Іван Підкова» та «Гамалія» і 32 початкові рядки з епілогу до поеми «Гайдамаки».

## Українські переклади
- Із статті «Тарас Григорович Шевченко» // Світова велич Шевченка. Т. 3. — К., 1964.